# Estadio El Coloso del Barrio Talleres
El estadio Coloso de Barrio Talleres es un estadio deportivo en la ciudad de General Pico, Provincia de La Pampa. Donde actúa como local el Club Ferro Carril Oeste de General Pico.

## Historia
Ferro inauguró su estadio el domingo 13 de noviembre de 1983, fecha en que enfrentó a Independiente de Neuquén por el Torneo Regional, que luego ganara y le diera el derecho a participar del Torneo Nacional A.  Las expectativas eran enormes debido a la construcción de un estadio, y así lo refleja el diario La Reforma en su página 8 y 9 del día sábado 12/11/1983.
No podemos dudar que todos estamos asombrados al ver el imponente estadio de Barrio Talleres, ya que su construcción se operó en muy poco tiempo.  Fue una carrera contra reloj que la empresa local ABA S.A cumplió a la perfección.
"La obra la tomó como suya, cada uno de los operarios trabajó como si el club fuera suyo y por ello podemos ver hoy cristalizada la obra que tanto anhelamos" (Palabras de presidente de la institución ferroviaria, señor Ricardo Pepa).

## El rival
Para la inauguración del estadio primero se pensó en Boca Jrs, luego en San Lorenzo de Almagro, pero los compromisos de estos dos equipos en el torneo de la Asociación del Fútbol Argentino, no posibilitó la contratación.  Entonces los directivos verdes decidieron -y a decir verdad en forma elogiable- inaugurarlo en el torneo Regional de Fútbol.  Por eso el domingo la alegría embargara a todos y cada uno de los que bregaron durante mucho tiempo par tener este estadio y por supuesto a todos y cada uno de los pampeanos.
El periodismo tendrá su lugar de privilegio, ya que también quedaran habilitadas cinco cabinas que están ubicadas frente a la platea oficial a ocho metros de altura, lo que permite una perfecta visión de todo el perímetro del campo de juego. La misma tiene capacidad para tres personas cada una, muy cómodas. Esta es otra de las comodidades que va a brindar el estadio de Ferro de Pico, tan necesaria para el trabajo periodístico, principalmente en época de invierno o días de lluvia.  Solo nos resta decir, gracias Ferro por acordarse de nosotros.

## Construcción
Otro sueño de la gente de Ferro fue la construcción del foso frente a la platea oficial. El mismo abarca todo el largo de la cancha y le da una vista muy especial a este nuevo estadio.  Además sobre este sector una empresa local pondrá plantas y flores de distinta especie para darle una vista muy especial.
La hinchada de Ferro está trabajando sin pausa para recibir a su equipo en forma espectacular.  Han adquirido banderas de la institución en un número muy importante.  Todos los clubes de General Pico y distintos partidos políticos, han prestado sus instrumentos -principalmente bombos- para que el domingo el bullicio sea estruendoso y se están cortando aproximadamente 500 kilos de papel para cuando salga el equipo al juego.  Todo está comandado por Juan Ramón García, Piñeiro y otros.  Dicen que será una jornada para el recuerdo.
El estadio, contando las plateas tiene una capacidad aproximadamente para 17.000 personas sentadas, es decir, que cómodamente podrán ver el encuentro.  Es de suponer entonces que si los espectadores están parados la capacidad del estadio será mayor.  La gente de Ferro piensa que el domingo estarán presenciando el partido entre 10 y 12 mil personas.
Doscientos chicos de las distintas escuelas secundarias del medio participaran mañana en la ceremonia inaugural.  Seguramente el acto nos hará recordar, salvando el tiempo y la distancia, al acto inaugural del Mundial ´78 que se realizó en nuestro país.
También participaran la brigada "Ranquel" de paracaidismo de General Pico.  Se lanzaran Edgar Zenarola con la bandera Argentina, Hugo Formiglia con la bandera de Ferro de Pico y Oscar Toselli con el balón que se utilizara en el partido.  También cada uno de los paracaidistas utilizara en una de las piernas una bengala que lanzara humo de colores.  El avión que transportara a los paracaidistas es un Cessna 182 perteneciente al Aero Club de General Pico, matrícula LV-GTE, piloteado por Juan Carlos Zucconi.  En tierra estará Jorge Belleze que por radio informara a los paracaidistas el momento en que tienen que realizar sus lanzamientos.
Las nuevas tribunas tienen un alto de aproximadamente cinco metros lo que permite desde cualquier ángulo una vista perfecta.  Lo más importante es que la gente vera el partido cómodamente sentada.  Lo mejor que puede ocurrir el domingo es que además de la inauguración Ferro derrote a Independiente de Neuquén.  La fiesta así será total.  Cabe recordar que por la noche y como parte de los actos inaugurales actuara la cantante Estela Raval.
Esta obra fue un gran esfuerzo de toda la gente de Ferro, pero no podemos dejar de mencionar a mucha gente que sin ser de Ferro nos ha apoyada incondicionalmente.  Por suerte este estadio lo vamos a usar nosotros porque nos clasificamos para el Regional, pero estará a disposición de todos los clubes de la Liga Pampeana que puedan clasificarse en otros regionales (Reflexiones de Raúl Camerlinckx, directivo de la institución "verde").
"El domingo esperamos conseguir un triunfo porque la gente de Ferro se lo merece.  Los directivos han hecho un gran esfuerzo en presentar este estadio y nosotros, entonces, tenemos que utilizarlo de la mejor manera posible.  Mañana domingo vamos a tratar de darle otra satisfacción a toda la gente de General Pico, como se la dimos el pasado domingo en San Carlos de Bariloche". (José Aragonez, técnico del equipo campeón de la Liga Pampeana de Fútbol).
"Es un orgullo para la Liga Pampeana de Fútbol participar nuevamente en un Torneo Regional.  En esta oportunidad le tocó a Ferro de Pico.  Claro, la satisfacción es doble porque Ferro comenzó ganando en el torneo Regional de visitante, frente a un equipo muy difícil como Boca Juniors de Bariloche y porque mañana Ferro inaugurara su nuevo estadio que es un orgullo para toda la provincia de La Pampa". (Palabras de don Pedro Giménez, presidente de la Liga Pampeana de Fútbol).
"Yo no soy hincha de Ferro, pero tengo que reconocer que Ferro de Pico es una de las mejores instituciones del medio.  Sus directivos trabajan sin pausa y al club lo manejan como una verdadera empresa.  Es por ello que los resultados están a la vista.  El estadio es una barbaridad y mañana, creo que van a concurrir más de 10 mil personas" (Un transeúnte que no quiso identificarse).
Sobre el final solo nos resta decir felicitaciones Ferro de Pico por todo lo que le ofrecen a la comunidad piquense.  Mañana todos estaremos en el estadio para testimoniar nuestra alegría por este nuevo logro que será completo, porque estamos seguro que al término del partido Ferro conseguirá los dos puntos en disputa.  Vamos Ferro todavía.
OPINIONES DEL PLANTEL
SERGIO BRUNI. Simplemente podemos decir que esto es una barbaridad.  No tiene palabras.
BRUNO QUIPILDOR. Es una lastima que yo no pueda jugar y bueno tendré que sufrir desde afuera.  ¿El estadio? Quedó realmente muy lindo.
JORGE RODRIGUEZ. Es un esfuerzo muy grande lo que ha hecho la gente de Ferro.  Presentar un estadio de esta magnitud y en estos momentos es muy difícil, pero aquí hay gente macanuda y trabajadora, por eso no me sorprende esta obra, porque se de la capacidad de los dirigentes.
ROQUE D´ALESSANDRO. En alguna oportunidad ya lo había manifestado.  Ojala pueda haber muchos que imiten lo que hacen permanentemente la gente de Ferro de Pico. 
VICTOR NICOLLIER. En Pico hay dirigentes a los que hay que sacarle el sombrero. Los de Ferro de Pico son algunos de ellos.  Cuando en el país hay quejas que faltan dirigentes, en General Pico hay gente que trabaja y puede llegar a concretar obras como esta.
LUIS CERVIO. Algo sensacional.  Esta obra merece un premio y el mismo será darle un triunfo a todos.